# 小先知書
小先知書又称十二先知书是基督教对《圣经·旧约》中篇幅较短的先知书之称呼，与大先知書相对。小先知書包括下列著作：何西阿書、約珥書、阿摩司書、俄巴底亞書、約拿書、彌迦書、那鴻書、哈巴谷書、西番雅書、哈該書、撒迦利亞書和瑪拉基書。

## 编排顺序
希伯来文圣经放置於其八部先知書之最末。
西方基督教圣经的次序，則置于所謂大先知書之后。早年的七十士譯本内部次序则不同，而且置于大先知書之前。
何西阿书到玛拉基书不是按十二先知生活的年代顺序编排的。例如，约拿、约珥、阿摩司、何西阿和弥迦都生活在公元前9至前8世纪，按照經文的說法，他們預言了以色列國被攻打；之後西番雅、那鸿、哈巴谷和俄巴底亚生活在公元前7世纪，在这段时期，耶路撒冷在公元前607年被巴比伦人摧毁，犹太人沦为俘虏。哈该、撒迦利亚和玛拉基生活在公元前6至前5世纪，第二聖殿重建時。

## 上主的日子
小先知书中被反复提及的一个核心概念是所谓“耶和华的日子”，即基督教的神或者犹太教的神耶和華惩罚恶人的日子，这个日子与战争有关，也与死亡和毁灭有关，例如“耶和华的大日子临近了，临近了，飞快而来。”（《西番雅書》第1章第14节参）。基督徒和犹太教徒认为这是上帝的先知发出警告，要求教徒调整自己的生活，离恶行善。
十二先知书都直接或间接地提到上主的日子。其中有六本曾直接用过“上主的日子”这个字眼。例如，约珥生动地描述了“上主可畏的大日子”。阿摩司告诉以色列人，耶和华的日子会是黑暗的日子，所以他们应当预备面对他们的上帝了。后来，西番雅说出了本章第一段所引述的话。耶路撒冷快要毁灭之前，俄巴底亚警告说：“上主打击列国的日子临近了。”
犹太人结束被掳的生涯后的两位先知也曾提到上主的日子。首先，撒迦利亚预言，终有一天，前来攻打耶路撒冷的列国必被消灭。他生动逼真地描述了“上主的日子”来到时会有什么事发生。另外，玛拉基也警告上帝的子民，“上主可畏的大日子”很快就会来到。
十二先知的其余六位，虽然没有用过“上主的日子”这个字眼，却也间接地提过这个日子。何西阿说耶和华必追究以色列国的罪，继而追究犹大国的罪。约拿宣告上帝要对尼尼微城执行判决，弥迦则描述上帝会怎样惩罚叛逆的子民。那鸿肯定地说耶和华必向敌人施行报应。哈巴谷恳求上帝主持公道，并且诉说“苦难的日子”会是怎么样的。这些先知在书中传达的信息，有些显然指向未来，预示真基督教的发展。例如，犹太人被释放回来以后，哈该先知预言上帝会震动万国。（《哈該書》第2章第6节至第7节参）使徒保罗引用哈该书2:6的话，勉励基督徒要力求蒙上帝悦纳，因为上帝快要消灭邪恶的“天”了。

### 与末日审判的关系
上主的日子，与审判日存在某些类似的地方。基督教徒认为，十二先知书对耶和华日子的描述，可联想到耶稣的话：“太阳就要变黑，月亮也不放光，星辰从天上坠落，天上的力量也必动摇”。新约将异教徒的信仰和组织称为“大巴比伦”，也与耶和华的日子有一定的对应关系。